# Historia del autonomismo en Andalucía

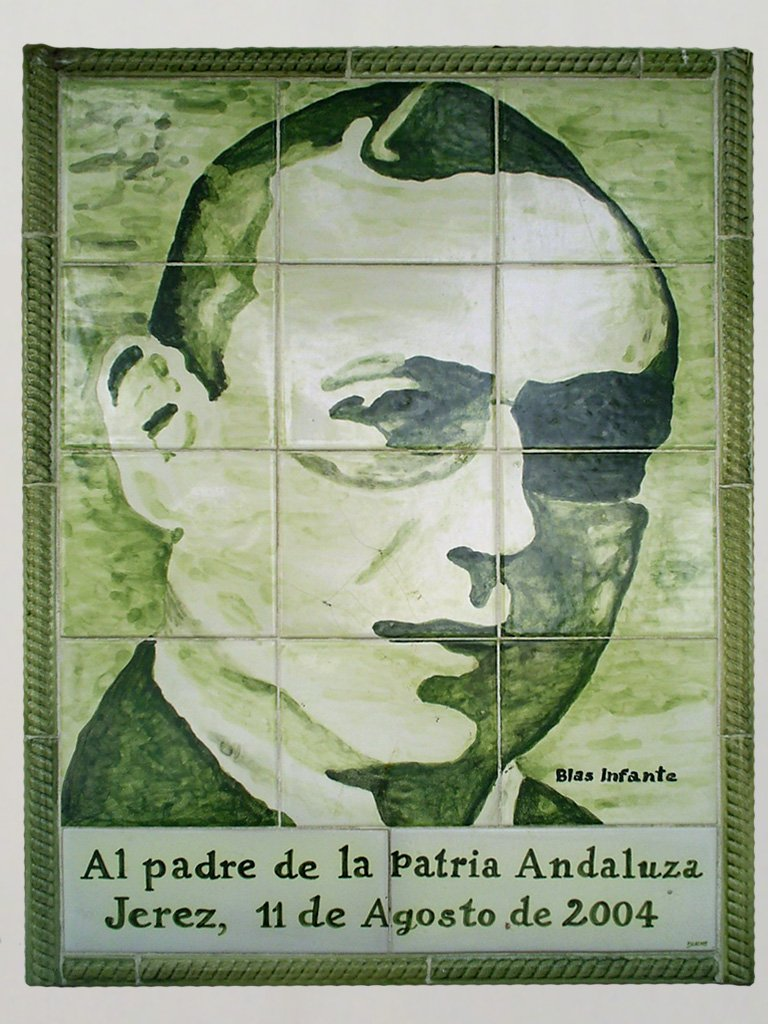
Retrato de Blas Infante, realizado sobre azulejos, situado en la avenida Blas Infante de Jerez.

El regionalismo andaluz o el nacionalismo andaluz surgió a finales del siglo XIX, como todos los regionalismos de España. Su nacimiento viene dado por la reacción frente al centralismo impuesto del sistema liberal, unido a los movimientos románticos que defendían la identidad de los pueblos y la corriente federalista muy difundida durante la I República. Estos movimientos tuvieron un fuerte arraigo en regiones periféricas como Cataluña y País Vasco, si bien en Andalucía careció de un apoyo popular generalizado desde su nacimiento.
Hay que remontar el regionalismo andaluz a las revueltas producidas en 1835 con la formación de unas Juntas aglutinadas en torno a la Junta Suprema de Andújar. Dicha junta disponía de ejército propio y tenía la finalidad de negociar los asuntos concernientes a Andalucía ante el gobierno central de Madrid. Estas juntas fueron suprimidas por Mendizábal, sin que llegaran a cuajar. Con la I República se desarrolla un movimiento federalista que va a ir derivando en movimientos cantonalistas, sin que estos guarden una relación clara con el andalucismo.
Hasta la década de los 60 no volvió a surgir un movimiento regionalista en Andalucía, en esta ocasión encabezado por Antonio Machado Núñez y su hijo Antonio Machado Álvarez. La corriente se centró en el estudio del folklore y las raíces culturales de Andalucía. Se fundó el Ateneo de Sevilla y las revistas Folklore Andaluz y Folklore Bético-extremeño, además de la primera publicación de una historia general de Andalucía por Joaquín Guichot.

## Antecedentes

### Conspiración del duque de Medina Sidonia (1641)
La conspiración del duque de Medina Sidonia es la denominación historiográfica de una conjura que tuvo lugar en Andalucía en 1641. Se sitúa en el contexto de la denominada crisis de 1640, la coyuntura política más crítica del reinado de Felipe IV de España, simultánea a la revuelta de los catalanes y la independencia de Portugal, con la que está muy vinculada. Fue protagonizada por el IX duque de Medina Sidonia y el VI marqués de Ayamonte. Se le han atribuido muy diversas motivaciones, entre las que está la posibilidad de entenderla como una simple conjura nobiliaria de carácter estamental o particularista, o como un intento secesionista o independentista, siguiendo el ejemplo catalán o el portugués, por el que se pretendía sublevar Andalucía contra el rey para instaurar en ella una monarquía en la persona del citado duque. Los planes de ambos nobles quedaron al descubierto en verano de ese año, por lo que el intento fue abortado. Se trata de un episodio histórico oscuro cuya veracidad genera controversia.

## Nacimiento del regionalismo andaluz: Federalismo y Cantonalismo (1868-1883)

### Movimientos cantonalistas (1873)
Entre 1873 y 1874 se produjeron dos hechos fundamentales, la proclamación de la I República y su abolición tras el pronunciamiento del general Arsenio Martínez Campos, produciéndose una vuelta a posturas conservadoras dentro del período de la Restauración Borbónica.
Contrarios a la Restauración, en julio de 1873, estalló el movimiento cantonalista, proclamándose independientes numerosas ciudades de Andalucía: Sevilla, Cádiz, Málaga, Granada, Algeciras, Bailén, Andújar... Sin embargo, para el 12 de agosto, sólo dos cantones resistían en España: Cartagena y Málaga (que resistiría hasta el 19 de septiembre, en tanto que Cartagena lo haría hasta enero de 1874).
Por otra parte, la corriente federalista, encarnada en el Partido Republicano Democrático Federal elaboró una propuesta de Constitución Confederal de España en la asamblea que celebraron en Zaragoza en junio de 1883, siguiendo el modelo cantonal de la I República. Cada una de las diferentes repúblicas que se confederarían en España deberían tener su propia constitución. Así, los republicanos federales andaluces,reunidos en Antequera entre el 27 y el 29 de octubre de 1883, aprobaron el proyecto de pacto federal de los cantones andaluces conocido, como Constitución de Antequera que, inspirado en la filosofía de Pi y Margall y dentro de los planteamientos del proyecto constitucional de 1873, proclamaba un estado independiente de Andalucía como una República cantonal.

### Andalucismo cultural
Este período se desarrolla entre la fase revolucionaria que acompañó al último periodo de la monarquía isabelina. Con la Revolución Gloriosa (1868) se abre el período del Sexenio Democrático, bajo el que empiezan a desarrollarse una serie de estudios e investigaciones encabezados por intelectuales andaluces -ante todo folcloristas- entre los que destacan Mario Méndez Bejarano, Antonio Machado Núñez, su hijo Antonio Machado Álvarez, e Isidro de las Cagigas. Sus trabajos dieron al regionalismo andaluz un importante fundamento metódico ya que acabaron con la excesiva superficialidad y observación ecdótica caracterizada por trabajos anteriores. También fue importante la figura de Joaquín Guichot, que bajo este clima, publicó la primera historia general de Andalucía, dando gran importancia al período islámico, algo que sería característico del posterior andalucismo histórico.
En estos años se produce el descubrimiento de la identidad cultural andaluza, gracias a estos trabajos. Hasta entonces había existido una débil autoconciencia de la existencia de Andalucía como pueblo, frente al fuerte sentimiento localista o provincialista.
En 1873 se proclama la I República bajo la que se elaboró un proyecto de Constitución que definía a España como una República Federal, integrada por diecisiete estados con poder legislativo, ejecutivo y judicial. El artículo primero de dicho proyecto proclamaba: 

Componen la Nación Española los Estados de Andalucía Alta, Andalucía Baja, Aragón, Asturias, Baleares, Canarias, Castilla la Nueva, Castilla la Vieja, Cataluña, Cuba, Extremadura, Galicia, Murcia, Navarra, Puerto Rico, Valencia, Regiones Vascongadas.
Artículo 1º de la Constitución Federal de la Primera República Española, de 1873

Sin embargo, este proyecto constitucional nunca llegó a promulgarse, al caer el gobierno de Pi y Margall.

## Andalucismo histórico: Blas Infante (1910-1936)
Durante el reinado de Alfonso XIII, en la década de 1910, dentro de las corrientes del regeneracionismo se produjeron las muestras de regionalismo andaluz. Muestra de ello son los discursos de los Juegos Florales del Ateneo de Sevilla, la apertura de Centros Andaluces en varias ciudades y la publicación del Ideal Andaluz de Blas Infante en 1915. En él se reivindica la personalidad única de Andalucía y se propone cierta cohesión administrativa de las provincias andaluzas, mediante la creación de una Mancomunidad de Andalucía. En 1918 el movimiento andalucista celebró en Ronda una asamblea, la Asamblea de Ronda, en donde se adoptó la bandera de Andalucía y el escudo de Andalucía, sin que la asamblea tuviese demasiada repercusión. La Constitución de Antequera será un referente del regionalismo andaluz de la órbita de Blas Infante.

### El proceso autonómico durante la II República
No obstante, hasta la proclamación de la Segunda República y la promulgación de la Constitución de 1931, no se abrió la posibilidad legal de conceder cierta autonomía política a las regiones españolas, centrada inicialmente, y según lo acordado en el Pacto de San Sebastián, en el caso catalán. En Andalucía, ya en abril habían resucitado las primeras asociaciones del andalucismo, los Centros Andaluces, los cuales se transformaron en la Junta Liberalista de Andalucía, con un programa federalista. A propuesta de la Junta, la Diputación Provincial de Sevilla convocó en mayo de 1931 una asamblea de municipios sevillanos para abordar la consecución de la autonomía andaluza. La asamblea, sin embargo, no tuvo lugar hasta después de las elecciones constituyentes, el 6 de julio. En ella, se acordó redactar un proyecto de estatuto de autonomía, al mostrarse la mayoría de los municipios sevillanos favorables a la autonomía, pero siempre que no se atentase contra la unidad de España. Esta iniciativa, sin embargo, tuvo poco éxito. Al escaso respaldo popular (solo la débil prensa andalucista promovió la autonomía) se unió la suspicacia del resto de provincias contra un supuesto neocentralismo. Por una parte, la Diputación Provincial de Granada proponía a las de Jaén y Almería formar una región autónoma oriental, en tanto que la de Huelva dudaba entre permanecer al margen de cualquier autonomía o vincularse a Extremadura.[cita requerida]
A pesar de todo, las diputaciones provinciales andaluzas aprobaron el 26 de febrero de 1932 en Sevilla un anteproyecto de Estatuto bastante limitado, que proponía simplemente una des centralización administrativa, similar a la de una mancomunidad. Solo dos fuerzas marginales como los andalucistas y los federales consideraron este anteproyecto claramente insuficiente. Nada se hizo hasta la Asamblea de Córdoba del 29 al 31 de enero de 1933. En esta asamblea se aprobaron, después de arduas discusiones, unas Bases para el Estatuto de Autonomía de Andalucía que se alejaban del anterior anteproyecto y se aproximaban a los estatutos catalán o gallego. Sin embargo, los representantes de Granada, Jaén y Almería, por un lado, y los de Huelva por otro, volvieron a expresar su rechazo a una autonomía andaluza, llegando los representantes de Almería, Granada y Jaén a abandonar la asamblea. Con la llegada de las derechas al poder en España, el proyecto quedó congelado y nada volvió a hacerse hasta después del triunfo del Frente Popular en febrero de 1936. En abril de ese año, la Junta Liberalista Andaluza volvió a hacer aparición creando Acción Pro-Estatuto Andaluz y llevando a cabo una campaña de difusión de las bases aprobadas en Córdoba en 1933. Tras la legislatura radical-cedista, el Frente Popular se mostraba más partidario de apoyar los estatutos de autonomía y eso se tradujo en su apoyo al de Andalucía, si bien Granada y Huelva seguían expresando sus reticencias al proyecto. El 5 de julio se celebró en Sevilla una asamblea convocada por la Diputación sevillana, sin que se alcanzasen resultados concretos. La sublevación militar que se produjo poco después y dio origen a la Guerra Civil hizo morir el proceso. Durante la guerra Blas Infante fue fusilado.

## Andalucismo Político: La Comunidad Autónoma de Andalucía

### Preautonomía de Andalucía

Bandera de Andalucía.

Durante la Transición Española, con la promulgación de la Constitución de 1978, se reabrió en España dicho proceso. En 1973 Alejandro Rojas Marcos, fundó el Partido Socialista de Andalucía, que más tarde pasaría a denominarse Partido Andalucista, germen del nacionalismo andaluz. Su influencia era no muy significativa, pero la consecución de la autonomía había calado ya en la mayor parte de los partidos democráticos. Así, el 4 de diciembre de 1977 casi dos millones de andaluces salieron a las calles por toda Andalucía pidiendo la autonomía, convocados por la Asamblea de Parlamentarios, que agrupaba a todos los diputados y senadores elegidos por las provincias andaluzas en las elecciones generales realizadas ese año. 

Modelo diseñado por los dirigentes granadinos de UCD durante el proceso de constitución de la Comunidad.

La UCD se mostraba contraria a que el proceso autonómico andaluz siguiese el procedimiento del artículo 151, que la Constitución establecía para las nacionalidades históricas, defendiendo la aplicación del 143, que preveía menos competencias autonómicas. Por ello hizo un llamamiento a la abstención en el referéndum que había de ratificar las iniciativas de la Junta Preautonómica Andaluza. En este marco, la UCD granadina llegó a crear la Bandera de Andalucía Oriental, que usó en manifestaciones regionalistas que convocó bajo lemas como "¿Andalucía es Sevilla? NO, NO, NO" y "Por la verdadera autonomía" y que reclamaban la aparición de dos comunidades diferentes: Andalucía Oriental y Andalucía Occidental.

### Ceuta y Melilla
Ceuta y Melilla, habían sido municipios gaditanos y malagueños, respectivamente, desde la división provincial de Javier de Burgos, con leves períodos en las que fueron separadas de ellas (dictadura de Primo de Rivera, segunda república española). En las negociaciones previas sobre la futura comunidad autónoma andaluza, se cuestionó, por parte de los representantes del Partido Socialista Obrero Español, la idoneidad de que Ceuta y Melilla formarán parte del nuevo marco autonómico andaluz. UCD y algunos regionalistas andaluces se mostraron en contra de separarlas. El PSA no tenía una postura clara. Paralelamente los ceutíes, los melillenses y los uceditas y socialistas de las ciudades se mostraban contrarios a la segregación. Las razones esgrimidas por el partido socialista eran dos:
Por un lado, Marruecos había ocupado en 1975 el Sahara Español, se temía que Ceuta y Melilla serían atacadas próximamente por ese mismo país. Consecuentemente la nueva comunidad autonómica se vería desestabilizada.
El otro motivo era la consideración de Ceuta y Melilla como dos bastiones de la derecha en los cuales era imposible que el PSOE ganara unas elecciones. Esto comprometía la victoria de los socialistas en el futuro gobierno andaluz.
Finalmente Ceuta y Melilla fueron excluidas del nuevo marco autonómico andaluz. Ninguna de las cuestiones expuesta por los socialistas se cumplió:
- No hubo ataque marroquí sobre Ceuta y Melilla.

- El partido socialista ganó las inmediatas elecciones en ambas ciudades frente a los representantes de la derecha.

Posteriormente, se ha cuestionado como un error aquella decisión por parte de políticos y personalidades de Andalucía y de las dos ciudades.

### El Estatuto de Andalucía
Inicialmente, Andalucía intentó acceder a la autonomía por la «vía rápida» del artículo 151 de la Constitución española. El proceso requería que la iniciativa fuese aprobada por una mayoría absoluta de los electores en la propuesta Comunidad y en cada provincia y no por mayoría de votos emitidos. Aunque la iniciativa obtuvo un apoyo mayoritario en toda Andalucía, en la provincia de Almería no hubo la mayoría requerida (Referéndum sobre la iniciativa del proceso autonómico de Andalucía), donde aunque se alcanzó la mayoría de los votos, la abstención no permitió alcanzar la mayoría de electores. La situación presentó un problema porque el mismo artículo 151 manda un periodo de espera de 5 años en caso de fracaso, que finalmente no se consideró y se tuvo en cuenta la mayoría real obtenida.
Hay otras provisiones en la constitución española como el artículo 151 que provee otras condiciones para acceder a la autonomía. La Ley Orgánica 12/1980 permitía el acceso a la autonomía en situaciones tal como ocurrió en Andalucía, según artículo 151: que una petición de los diputados y senadores de una provincia de la propuesta comunidad podría sustituir al apoyo popular. Después se promulgó La Ley 13/1980 con un único artículo que sustituyó la petición de diputados y senadores de Almería por el apoyo de la mayoría de las personas elegibles a votar. Se promulgó el Estatuto de Autonomía de Andalucía 1981 o Estatuto de Carmona el 30 diciembre de 1981. 
Blas Infante fue nombrado por el Parlamento Andaluz en el preámbulo del Estatuto de Autonomía "Padre de la Patria Andaluza", mediante decreto (D.S.P.A. n 24, de 14 de abril de 1983).

### La transición en Andalucía
Después de la muerte de Franco el estatuto de Autonomía se percibe en un principio como la salida a los problemas socioeconómicos de la región. En 1977 un millón y medio de personas sale a la calle en toda Andalucía al grito de “libertad, amnistía, estatuto de autonomía”. En 1980 se produce un referéndum sobre la iniciativa del proceso autonómico de Andalucía con resultado a favor, y en 1981 es aprobado en otro referéndum el estatuto de autonomía andaluz. Al año siguiente se producen las primeras elecciones autonómicas. Este proceso de desmovilización también se va a dar en el campo, pero de manera más lenta. Los cambios políticos que se está así como la crisis económica influyen en el ya de por sí mermado campo andaluz, que ve como el paro sigue aumentando. Los conflictos en el campo andaluz comienzan a sucederse desde 1976, primero con huelgas, manifestaciones, encierros y ocupaciones simbólicas. La desmovilización sería posterior a 1982 y las razones se encontrarían en “el descabezamiento de los movimientos y la moderación de los líderes, la canalización de ayudas al desempleo, la combinación del miedo y la prudencia”. Además, de estas razones, el mismo interés que generó el proceso autonómico hizo que todo el esfuerzo se canalizara en torno a la consecución de la autonomía como un medio para conseguir la distribución económica. El símbolo de estas esperanzas autonómicas estaban sintetizadas en la reforma agraria cuya neutralización coincide con “el gobierno del PSOE y enlaza con la Reconversión industrial y el impacto económico de la incorporación a la Comunidad y la multiplicación de la cobertura al desempleo rural”.

### Reforma del Estatuto de Autonomía
En 2001 se menciona por primera vez la posibilidad de reformar el Estatuto de Autonomía para Andalucía, para lo cual se crea en 2004 la Ponencia de reforma del Estatuto de Autonomía, compuesta por 11 miembros de los cuatro grupos del arco parlamentario: 4 del PSOE-A, 3 del PP, 2 de IULV-CA y 2 del PA. En 2007 las Cortes aprobaron y los andaluces ratificaron en referéndum un nuevo Estatuto de Autonomía de Andalucía. El referéndum fue votado positivamente por el 87,45%, frente 9,48% que lo reprobó; no obstante, contó una participación muy escueta, situada en torno al 36,28% del censo y con una abstención del 63,72%, lo que constituye la abstención plebiscitaria más grande llevada a cabo en Andalucía. Este estatuto menta en su preámbulo, primeramente, que en el Manifiesto andalucista de 1919 se describió a Andalucía como una realidad nacional, para continuar exponiendo, su estatus actual como nacionalidad dentro de la indisoluble unidad de la Nación española. Posteriormente en su articulado se autodefine, más concretamente, como nacionalidad histórica, a diferencia del anterior estatuto (de 1981) en donde se definía, simplemente, como nacionalidad.

## Memoria
En 2018 se creó el Museo de la Autonomía Andaluza